# Datenherr
Ein Datenherr und die von ihm ausgeübte Datenherrschaft sind insbesondere in der Schweiz gebräuchliche Begriffe im Zusammenhang mit der Zuständigkeit und datenschutzrechtlichen Verantwortlichkeit für einen bestimmten Datenbestand.
Der Datenherr wird durch Gesetz bestimmt und darf nach dem Datenschutzkonzept Daten erheben, nachführen und verwalten, geregelt beispielsweise in Art. 8 Abs. 1 des schweizerischen Bundesgesetzes über Geoinformation. Allerdings verwendet das Bundesgesetz über Geoinformation die Begriffe „Zuständigkeit“ und „Zuständige Stelle“ anstelle von „Datenherrschaft“ und „Datenherr“.
Datenherr ist in organisierten Strukturen der Projektverantwortliche oder der Linienvorgesetzte.
Bei der Datenverarbeitung im Auftrag gemäß § 62 BDSG liegt die Datenherrschaft beim Auftraggeber, die sich dieser durch die Vereinbarung entsprechender Rückgabe- und Löschungspflichten sichern muss.